# Sấu đỏ

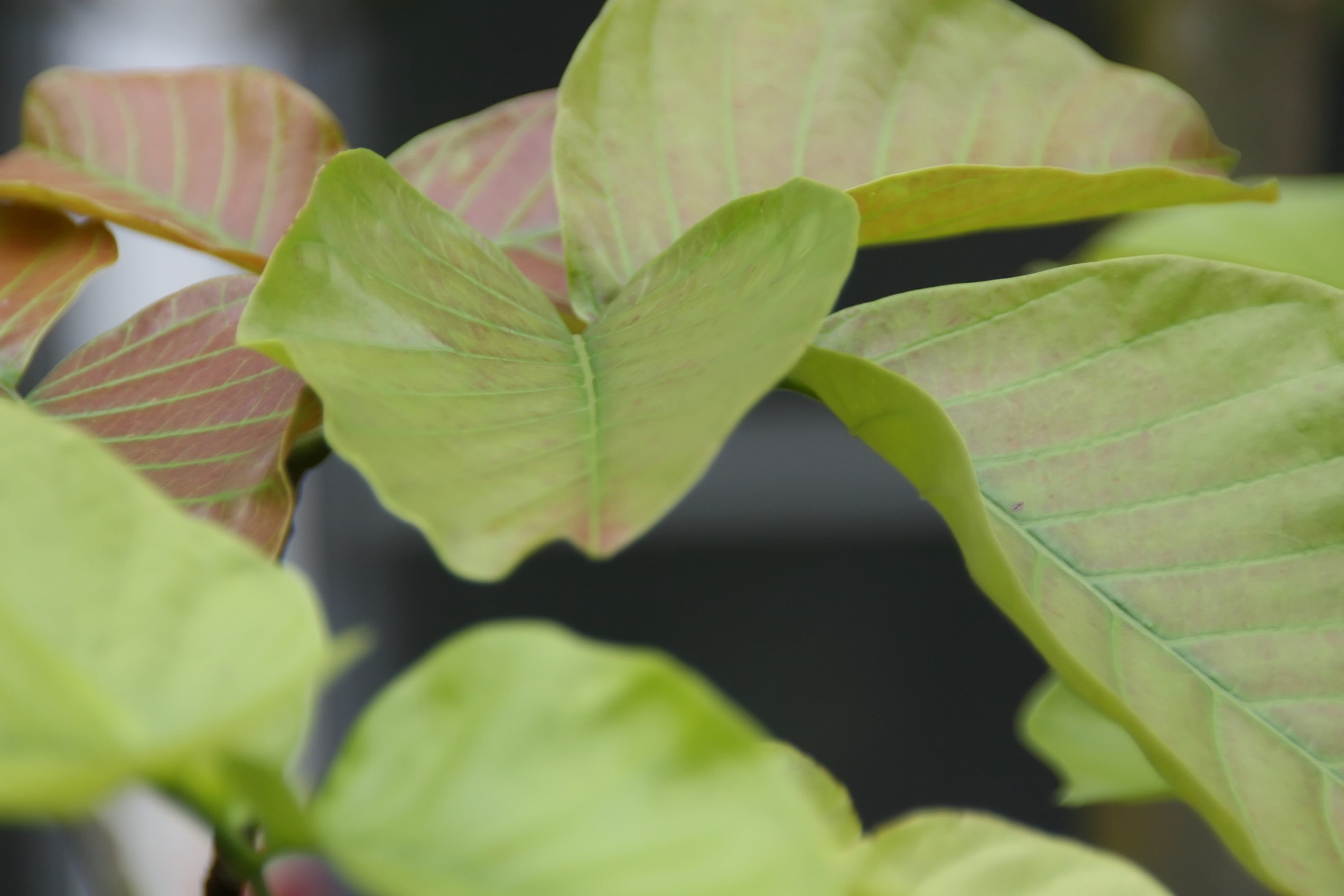
Nhánh, lá sấu đỏ

Sấu đỏ hay còn gọi là sấu tía (danh pháp khoa học: Sandoricum koetjape) là một loài thực vật có hoa trong họ Meliaceae. Loài này được (Burm.f.) Merr. miêu tả khoa học đầu tiên năm 1912.

## Hình ảnh

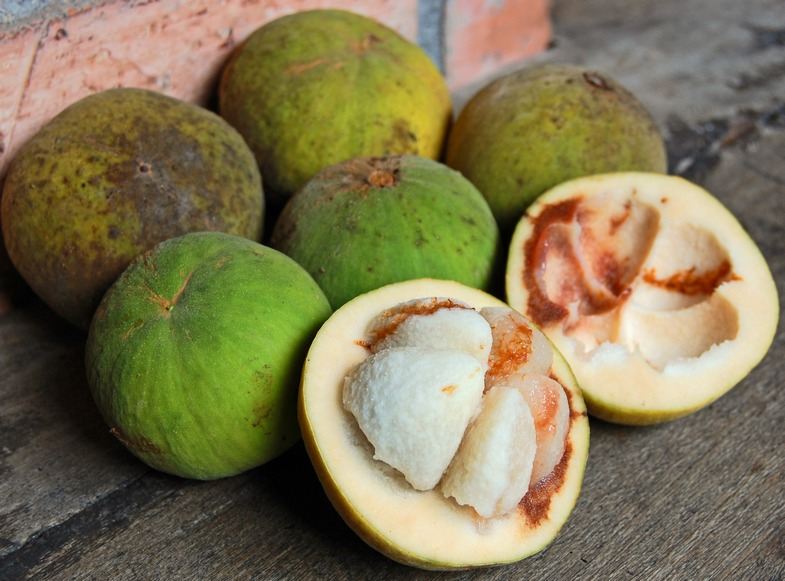
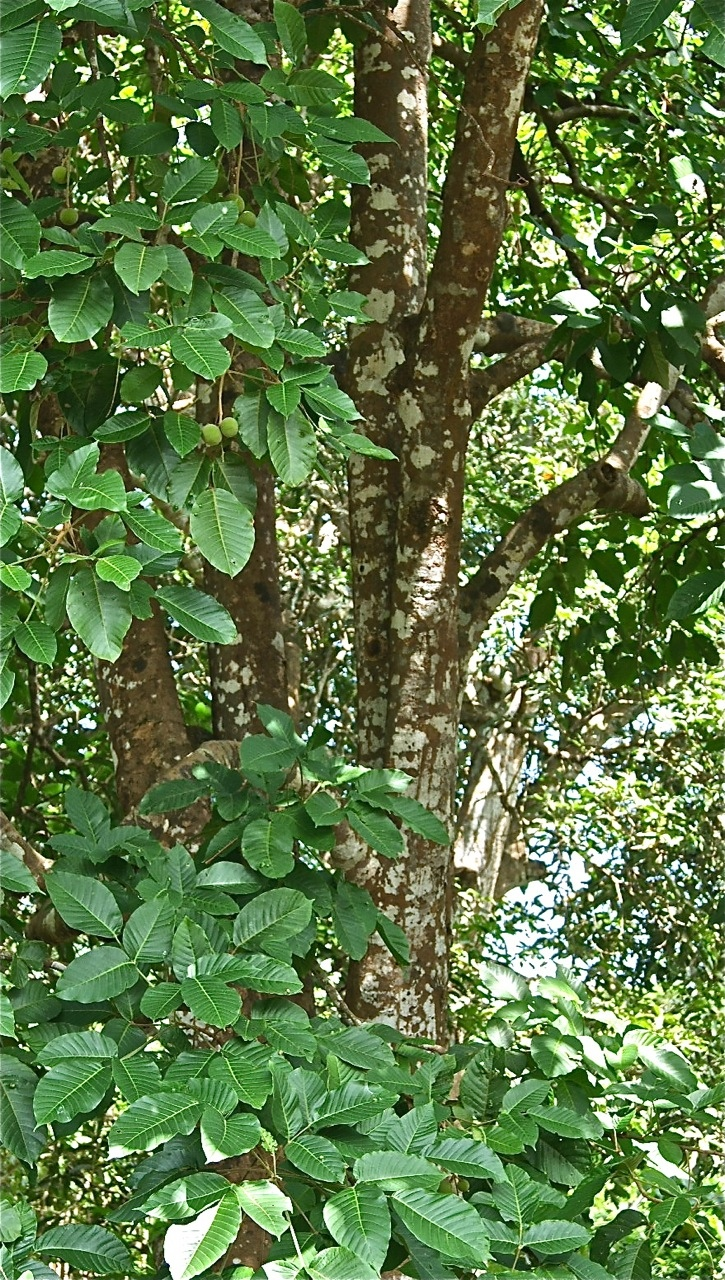
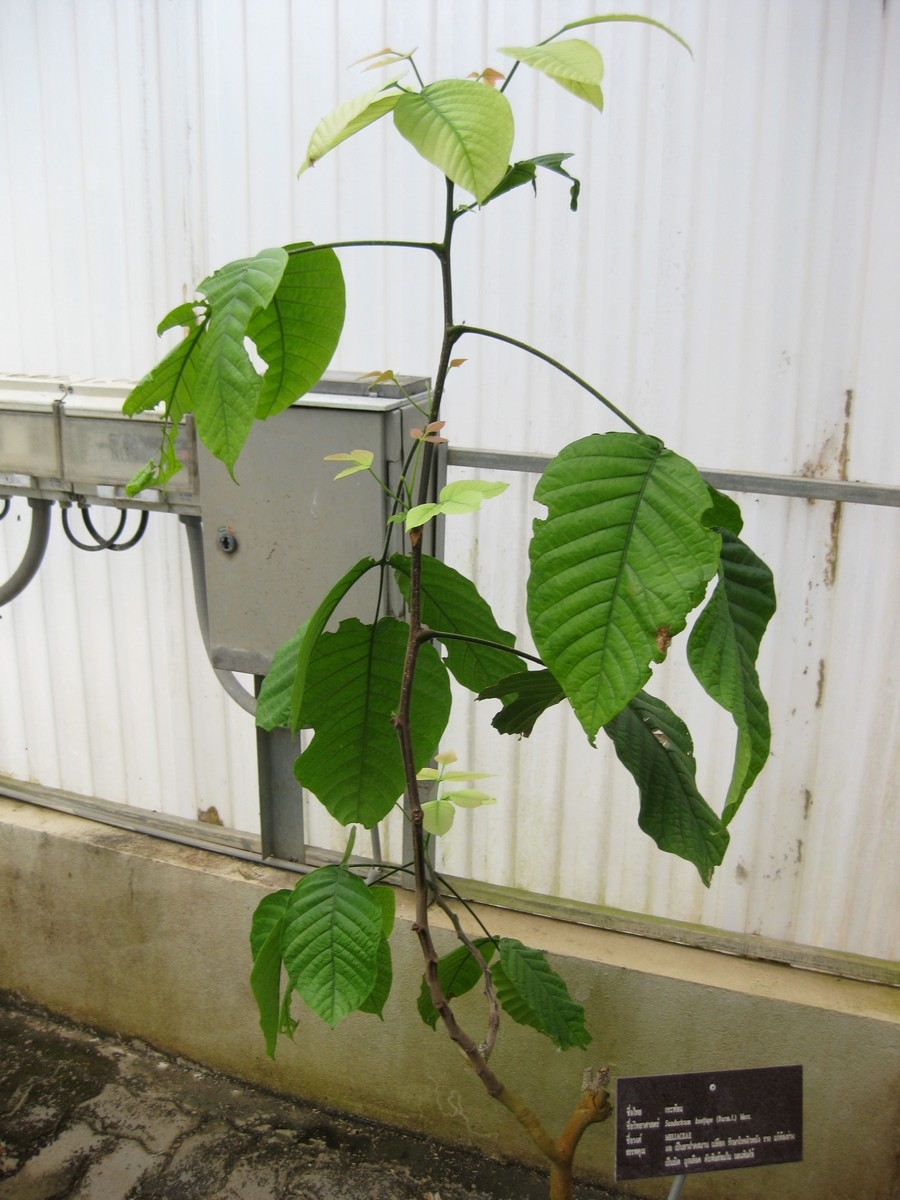
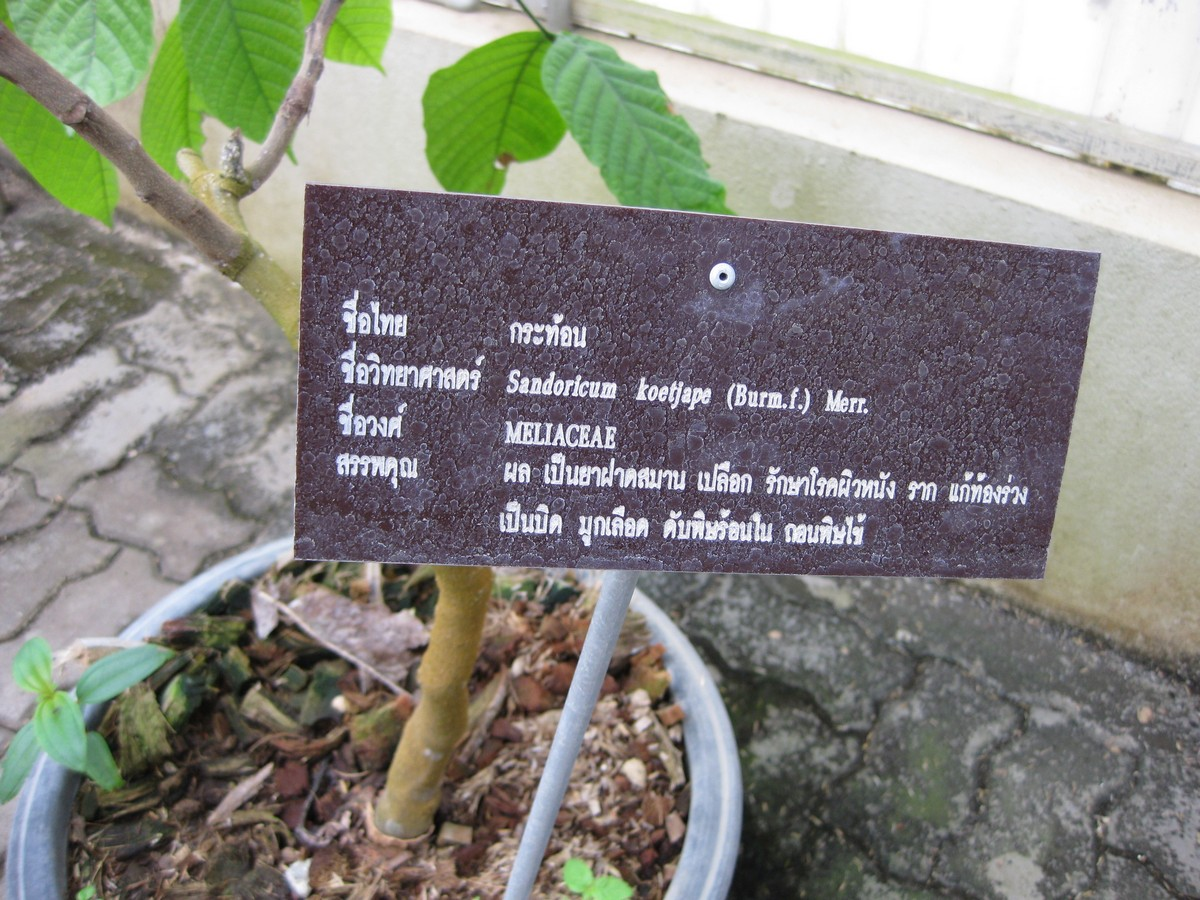

## Liên kết ngoài

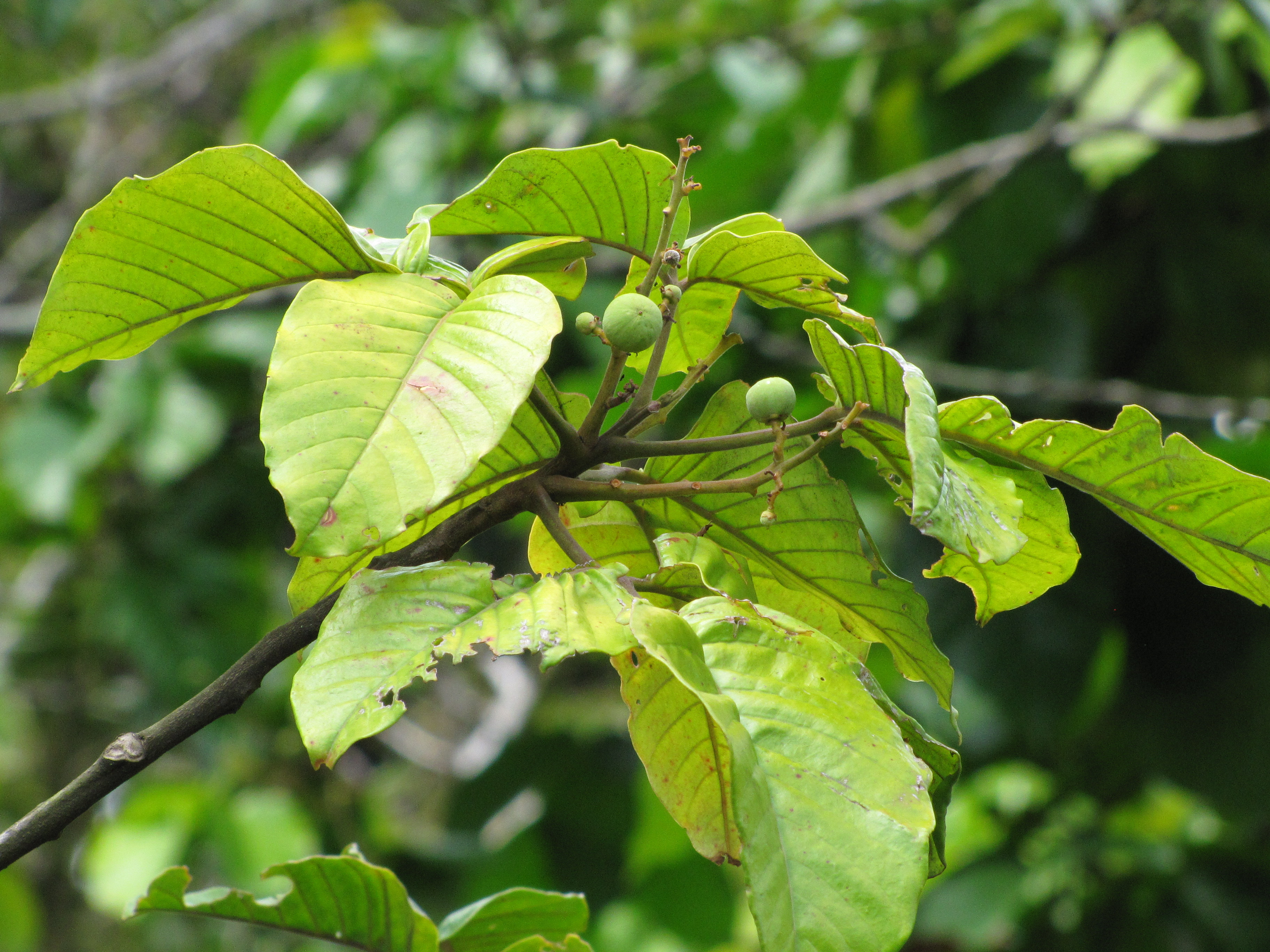
Quả sấu đỏ xanh non